# 22 июня, ровно в 4 часа…
«22 июня, ровно в 4 часа…» — российский фильм 1992 года режиссёра Бориса Галкина.
Премьера состоялась в августе 1992 года.

## Сюжет
1941 год. Капитан Василий Брагин получает отпуск и едет в Ленинград за своей семьёй. Ряд событий, даже трагических, обрушивается на его друзей, что меняет планы на отпуск. В город он попадает только 22 июня, ровно в 4 часа утра.

## Роли исполняют
- Сергей Паршин — Василий Фёдорович Брагин, батальонный комиссар танковых войск
- Ирина Розанова — Татьяна Алексеевна Брагина, жена Василия
- Антонина Шуранова — Нина Константиновна, мать Татьяны, старая партийка
- Александр Паршин — Дима Брагин
- Сергей Арцибашев — Алексей Бабинов, председатель колхоза
- Анна Белова
- Полина Белова — Алёна Брагина
- Евгений Леонов-Гладышев — полковник кавалерии, друг Брагина

## Съёмочная группа
- Режиссёр: Борис Галкин
- Автор сценария: Вадим Трунин
- Оператор: Игорь Богданов
- Художник-постановщик: Елена Галкина
- Звукорежиссёр: Алексей Шульга

## Критика
Российский киновед и историк кино Александр Фёдоров положительно оценил фильм, написав, что он получился «вполне добротным, с неплохим ретростилем и хорошими актёрскими работами».

История красного командира, накануне войны узнавшего об аресте своего друга, снята с оглядкой на картины А. Германа и С. Ароновича, однако лично я ничего худого в том не вижу. Как мне кажется, фильм получился вполне добротный, с неплохим ретростилем и хорошими актёрскими работами.
— Александр Фёдоров